# GWR-Klasse 4900
Die Klasse 4900 oder Hall-Klasse der Great Western Railway war eine Baureihe von Schlepptenderlokomotiven der Achsfolge 2’C mit Zweizylinder-Heißdampf-Triebwerk nach einem Entwurf von Charles Collett. 259 Lokomotiven mit den Betriebsnummern 4900–4999, 5900–5999 und 6900–6958 wurden gebaut. Sie waren sowohl für den Reise- als auch für den Güterzugdienst geeignet und bildeten das Vorbild für die Klasse 5 der LMS und die Klasse B1 der LNER.

## Geschichte
1923 war die GWR gut ausgestattet mit Lokomotiven für den schnellen Reisezugdienst wie die Saints und die Stars, und die Castles nahmen ihren Dienst auf. Die für Reise- und Güterzugdienst gebauten 1’C-Lokomotiven der GWR-Klasse 4300 zeigten sich jedoch den steigenden Zuglasten nicht mehr gewachsen. George Jackson Churchward hatte daher die 1’D-gekuppelte GWR-Klasse 4700 mit Treibrädern von 5 Fuß 3 Zoll (1727 mm) Durchmesser für schnelle Güterzüge und Verstärkungsreisezüge konstruiert. Obwohl eine gelungene Konstruktion, waren sie wegen ihrer Größe nur für wenige Strecken geeignet. Churchwards Nachfolger Collett befand daher eine von den Saints abgeleitete Lokomotive mit im Vergleich zu diesen kleineren Rädern und einem führenden Drehgestell für geeigneter und ließ daher 1924 die Bahnnummer 2925 Saint Martin auf 6 Fuß 3 Zoll (1829 mm) Treibraddurchmesser umbauen. Die Zylinderlage wurde an das neue Fahrwerk angepasst und ein Führerhaus der Castles montiert. Während der bis 1927 andauernden Erprobung wurden weitere Änderungen an Kessel und Dampfleitungen vorgenommen.
Nach den erfolgreichen Versuchen wurden 1928 eine Serie von 80 Lokomotiven in Swindon bestellt, die bis 1930 mit den Nummern 4901 bis 4980 geliefert wurden. Der Prototyp erhielt die neue Nummer 4900. Die ersten 14 Lokomotiven wurden auf der anspruchsvollen Cornish Main Line erprobt und bewährten sich so gut, dass bereits bei Fertigstellung der ersten Serie 20 weitere Exemplare bestellt waren (Bahnnummern 4981-99 und 5900). Weitere Bestellungen folgten in den 1930er und frühen 1940er Jahren, bis 1943 die 259. Lokomotive Oxburgh Hall mit der Bahnnummer 6958 geliefert wurde. Bis auf den Prototyp wurden alle nach englischen und walisischen Herrenhäusern (Halls) benannt. 71 weitere Lokomotiven wurden unter Colletts Nachfolger Frederick Hawksworth als Modified Halls mit zahlreichen, dem technischen Fortschritt angepassten Verbesserungen geliefert.

## Technische Merkmale
Die Serienmaschinen unterschieden sich nur wenig vom Prototyp. Der Laufraddurchmesser wurde im Vergleich zu den Saints von 3 Fuß 2 Zoll (965 mm) auf 3 Fuß (914 mm) reduziert und der Schieberhub auf 7,5 in (191 mm) vergrößert. Die Masse der Lokomotive stieg um 2 long tons 10 cwt (2.5 t) auf 75 long tons 0 cwt (76.2 t), und die Zugkraft überstieg mit 27,275 lbf (121.33 kN) die 24,935 lbf (110.92 kN) der Saints. Ursprünglich wurden die Lokomotiven mit Churchwardschen Tendern von 3,500 imp gal (16,000 l) Wasserinhalt ausgerüstet, ab Bahnnummer 4958 erhielten sie Colletts größere Tender mit 4,000 imp gal (18,000 l) Wasserinhalt. Einige später gelieferte Lokomotiven erhielten auch kleinere Tender, wenn diese bei Indienststellung zur Verfügung standen.
Die hohe Achslast der Lokomotiven schloss ihren Einsatz auf Nebenstrecken aus. Dennoch – wie die hohe Stückzahl zeigte – waren sie betrieblich erfolgreich und werden gelegentlich als die ersten wahren Mehrzwecklokomotiven und damit die Vorläufer der Klasse 5 der LMS, der Klasse B1 der LNER sowie der BR Standard Class 5 angesehen. Allerdings waren bereits vorher erfolgreiche Mehrzwecklokomotiven der Achsfolgen 1’C und 2’C für die GWR und andere britische Eisenbahnen gebaut worden, darunter die GWR-Klasse 4300, die von der Klasse 4900 abgelöst werden sollte.

## Ausmusterung und Erhaltung
Bis auf Bahnnummer 4911 Bowden Hall, die 1941 nach einem Bombenschaden verschrottet wurde, wurden alle Halls 1948 von British Railways übernommen. Die offizielle Ausmusterung begann 1959, als der Prototyp Saint Martin aus dem Verkehr gezogen wurde. Er hatte bis dahin insgesamt (vor und nach dem Umbau) 2092500 Meilen zurückgelegt. Bis 1965 war die gesamte Klasse ausgemustert. Elf Lokomotiven sind erhalten geblieben, die alle im Metallverwertungsbetrieb von Woodham Brothers in Barry abgestellt worden waren. Sieben von ihnen standen im Museumsbetrieb. Bahnnummer 4942 Maindy Hall wurde in eine Saint-Lokomotive umgebaut und im April 2019 als Lady of Legend mit der Nummer 2999 in Betrieb genommen. Bahnnummer 4965 Rood Ashton Hall ist zum Streckendienst zugelassen und kann daher Sonderzüge befördern. Bahnnummer 5972 Olton Hall wurde in den Harry-Potter-Filmen eingesetzt. Andere Lokomotiven werden zurzeit aufgearbeitet.

## Erhaltene Maschinen
| Nummer | Name             | Bild | Gebaut        | Ausgemustert  | Eigner                   | Standort                               | Status                                  | Zulassung zum Streckendienst | Anmerkungen |
| ------ | ---------------- | ---- | ------------- | ------------- | ------------------------ | -------------------------------------- | --------------------------------------- | ---------------------------- | --- |
| 4920   | Dumbleton Hall   |      | März 1929     | Dezember 1965 |                          | Warner Bros. Studio Tour, Tokio, Japan | Abgestellt                              | Nein                         | |
| 4930   | Hagley Hall      |      | Mai 1929      | Dezember 1963 | Severn Valley Railway    | Severn Valley Railway                  | Wird überholt                           | Nein                         | |
| 4936   | Kinlet Hall      |      | Juni 1929     | Januar 1964   | Kinlet Hall Loco. Co.    | Tyseley Locomotive Works               | Wird überholt                           | Nein, vorgesehen             | |
| 4942   | Maindy Hall      |      | Juli 1929     | Dezember 1963 | Didcot Railway Centre    | Didcot Railway Centre                  | Umbau in GWR-Klasse 2900 Lady of Legend | Nein, vorgesehen             | Umbau in Saint-Klasse |
| 4953   | Pitchford Hall   |      | August 1929   | Mai 1963      | Epping Ongar Railway     | Epping Ongar Railway                   | Wird überholt                           | Nein                         | |
| 4965   | Rood Ashton Hall |      | November 1930 | März 1962     | Tyseley Locomotive Works | Tyseley Locomotive Works               | Betriebsfähig                           | Ja (2009–2019)               | |
| 4979   | Wootton Hall     |      | Februar 1930  | Dezember 1963 | Furness Railway Trust    | Ribble Steam Railway                   | Wird restauriert                        | Nein                         | |
| 5900   | Hinderton Hall   |      | März 1931     | Dezember 1963 | Didcot Railway Centre    | Didcot Railway Centre                  | Ortsfeste Museumslokomotive             | Nein                         | Zog in den 1970ern neun ehemalige GWR-Personenwagen auf einer von Didcot ausgehenden Strecke.                                        |
| 5952   | Cogan Hall       |      | Dezember 1935 | Juni 1964     | Betton Grange Society    | Llangollen Railway                     | Abgestellt                              | Nein                         | Tender und einige Teile für GWR-Klasse 6800 Betton Grange verwendet. Soll nach Fertigstellung von Nr. 6880 wiederhergestellt werden. |
| 5967   | Bickmarsh Hall   |      | März 1937     | Juni 1964     |                          | Northampton & Lamport Railway          | Wird aufgearbeitet                      | Nein                         | |
| 5972   | Olton Hall       |      | April 1937    | Dezember 1963 | David Smith              | Warner Brothers Studio Tours           | Ortsfeste Museumslokomotive             | Nein, vorgesehen             | Wurde unter dem Namen Hogwarts Castle mit roter Lackierung in den Harry-Potter-Filmen verwendet.                                     |